# Шевырин, Валентин Михайлович
Валентин Михайлович Шевырин (21.05.1922 — 15.05.1994) — командир звена 164-го истребительного авиационного полка, старший лейтенант. Герой Советского Союза.

## Биография
Родился 21 мая 1922 года в городе Пермь в семье служащего. После школы поступил в геологоразведочный техникум в родном городе на специальность «Бурение нефтяных и газовых скважин». Проучился только два курса. В марте 1941 года окончил аэроклуб.
В апреле 1941 года бы призван в Красную Армию и направлен в лётную школу. В 1942 году окончил Руставскую военно-авиационную школу лётчиков. На фронтах Великой Отечественной войны с мая 1943 года. Воевал на Юго-Западном и 3-м Украинском фронтах. Весь боевой путь прошёл в составе 164-го истребительного авиационного полка, сражался на истребителях Лавочкина. Его первым командиром и ведущим был Скоморохов Николай Михайлович - дважды Герой Советского Союза.
6 июня 1943 года, когда Валентин Шевырин и его ведомый были на боевом дежурстве, на аэродром налетели вражеские истребители. Летчики взлетели под огнем неприятельских самолетов и тотчас вступили в бой. Валентин Шевырин сбил один "фоккер" ( ФВ - 190). Это была его первая победа. С той поры Валентину Шевырину пришлось побывать в ста воздушных боях и чаще всего с превосходящими силами противника. Он ни разу не уклонился от схватки.
Так было и 27 июля 1943 года, когда старший лейтенант Шевырин и трое его товарищей прикрывали переправу через Северный Донец. Вражеские бомбардировщики, сопровождаемые "мессерами", трижды пытались бомбить переправу, но каждый раз сбрасывали бомбы на свои войска. В этом бою Валентин Шевырин сбил еще один истребитель противника.
Потом он сражался над Южным Бугом, над Днестром, был участником Кишиневской операции. "Много было боев, - пишет в своих воспоминаниях Валентин Шевырин, - некоторые выветрились из памяти, но есть и такие которые запомнились навсегда. Один из таких боевых эпизодов относится к лету 1944 года. Тогда мы прикрывали наши войска от ударов с воздуха в районе Тирасполь- Бендеры. Враг к тому времени выдохся, но все еще был силен. И вот на высоте двух с половиной километров встречаем 54 бомбардировщика. А нас только четверо. Но мы навязали бой. Мои товарищи Купцов и Добровенко сбили два самолета, я тоже уничтожил два Ю- 87. Остальные повернули обратно".
К концу войны командир звена старший лейтенант Шевырин совершил 365 боевых вылетов, в 92 воздушных боях сбил 19 самолётов противника лично и 6 в группе. Во время штурмовых ударов уничтожил 24 автомашины, 30 повозок с военными грузами, радиостанцию, 5 железнодорожных вагонов.
Указом Президиума Верховного Совета СССР от 29 июня 1945 года за мужество, отвагу и героизм старшему лейтенанту Шевырину Валентину Михайловичу присвоено звание Героя Советского Союза с вручением ордена Ленина и медали «Золотая Звезда».
После войны остался в ВВС. В 1945 году окончил высшую офицерскую лётно-тактическую школу. С 1954 года капитан В. М. Шевырин — в запасе.
Жил в городе Бердичев Житомирской области. Работал оператором в производственном управлении магистральных газопроводов. Умер 15 мая 1994 года. Похоронен на общегородском кладбище в Бердичеве.
Награждён орденом Ленина, тремя орденами Красного Знамени, орденом Александра Невского, двумя орденами Отечественной войны 1-й степени, орденом Красной Звезды, медалями.
В Перми на здании гарнизонного Дома офицеров установлена мемориальная доска.